# Rally van Monte Carlo 2011
De Rally van Monte Carlo 2011, officieel 79ème Rallye Automobile de Monte-Carlo, was de 79ste editie van de Rally van Monte Carlo en de eerste ronde van de Intercontinental Rally Challenge in 2011. De start was in Valence en de finish vond plaats in Monte Carlo.
Regerend IRC-kampioen Juho Hänninen domineerde tot halverwege de tweede dag het evenement. Een omslag in de weersomstandigheden zorgde voor een opschudding in het klassement, waar het dat meerdere deelnemers zich vergist hadden in de juiste bandenkeuze. Officiële Peugeot-rijder Bryan Bouffier nam hierdoor de leiding over van Hänninen, die terugviel tot buiten de top vijf. Bouffier consolideerde vervolgens naar de overwinning toe. Freddy Loix eindigde net als twee jaar daarvoor als tweede in de rally, terwijl Bouffiers teamgenoot Stéphane Sarrazin oorspronkelijk de derde plek bezette, die hij echter verloor aan kampioenschapskandidaat Guy Wilks, door na de laatste proef te laat in te klokken (via team orders) en daarmee een straftijd te incasseren. Een verrassende vijfde plek was er voor François Delecour, die onder meer profiteerde van de wisselende weersomstandigheden. Reguliere WK-rijder Petter Solberg deed een gastoptreden voor Peugeot, dat uiteindelijk teleurstellend afliep met een opgave op de verbindingsroute na de slot proef.

## Route
| Etappe | Dag(en)                           | Klassementsproeven | Competitieve afstand |
| ------ | --------------------------------- | ------------------ | -------------------- |
| 1      | Woensdag 19 januari               | 4                  | 128,37 kilometer     |
| 2      | Donderdag 20 januari              | 4                  | 94,36 kilometer      |
| 3      | Vrijdag 21 en zaterdag 22 januari | 5                  | 114,33 kilometer     |
|        |                                   |                    |                      |
| Totaal | Totaal                            | 13                 | 337,06 kilometer     |

## Resultaten
| Top tien klassement | Top tien klassement | Top tien klassement   | Top tien klassement     | Top tien klassement     | Top tien klassement | Top tien klassement    | Top tien klassement | Top tien klassement | Top tien klassement |
| Pos.                | Nr.                 | Rijder                | Navigator               | Auto                    | Gr.                 | Inschrijving           | Tijd                | Verschil            | Punten              |
| ------------------- | ------------------- | --------------------- | ----------------------- | ----------------------- | ------------------- | ---------------------- | ------------------- | ------------------- | ------------------- |
| 1.                  | 4                   | Bryan Bouffier        | Xavier Panseri          | Peugeot 207 S2000       | 2                   | Peugeot France         | 3:32.55,6           | 0.00                | 25                  |
| 2.                  | 5                   | Freddy Loix           | Frédéric Miclotte       | Škoda Fabia S2000       | 2                   | Škoda Motorsport       | 3:33.28,1           | + 32,5              | 18                  |
| 3.                  | 10                  | Guy Wilks             | Phil Pugh               | Peugeot 207 S2000       | 2                   | Peugeot UK             | 3:34.15,3           | + 1.19,7            | 15                  |
| 4.                  | 8                   | Stéphane Sarrazin     | Jacques-Julien Renucci  | Peugeot 207 S2000       | 2                   | Peugeot France         | 3:34.17,5           | + 1.21,9            | 12                  |
| 5.                  | 6                   | François Delecour     | Dominique Savignoni     | Peugeot 207 S2000       | 2                   | François Delecour      | 3:34.18,0           | + 1.22,4            | 10                  |
| 6.                  | 1                   | Juho Hänninen         | Mikko Markkula          | Škoda Fabia S2000       | 2                   | Škoda Motorsport       | 3:34.24,9           | + 1.29,3            | 8                   |
| 7.                  | 7                   | Nicolas Vouilloz      | Benjamin Veillas        | Škoda Fabia S2000       | 2                   | Škoda France           | 3:37.43,4           | + 4.47,8            | 6                   |
| 8.                  | 3                   | Jan Kopecký           | Petr Starý              | Škoda Fabia S2000       | 2                   | Škoda Motorsport       | 3:40.41,5           | + 7.45,9            | 4                   |
| 9.                  | 16                  | Giandomenico Basso    | Mitia Dotta             | Peugeot 207 S2000       | 2                   | Giandomenico Basso     | 3:41.41,6           | + 8.46,0            | 2                   |
| 10.                 | 11                  | Toni Gardemeister     | Tomi Tuominen           | Peugeot 207 S2000       | 2                   | Astra Racing           | 3:42.04,6           | + 9.09,0            | 1                   |
| Niet aan de finish  |                     |                       |                         |                         |                     |                        |                     |                     |                     |
| Pos.                | Nr.                 | Rijder                | Navigator               | Auto                    | Gr.                 | Inschrijving           | KP                  | Reden               | Reden               |
| NF                  | 2                   | Petter Solberg        | Chris Patterson         | Peugeot 207 S2000       | 2                   | Peugeot France         | 13                  | Dynamo              | Dynamo              |
| NF                  | 9                   | Andreas Mikkelsen     | Ola Fløene              | Škoda Fabia S2000       | 2                   | Škoda UK               | 2                   | Ophanging           | Ophanging           |
| NF                  | 12                  | Henning Solberg       | Ilka Minor              | Ford Fiesta S2000       | 2                   | Henning Solberg        | 2                   | Ophanging           | Ophanging           |
| NF                  | 14                  | Bruno Magalhães       | Paulo Grave             | Peugeot 207 S2000       | 2                   | Peugeot Sport Portugal | 4                   | Ongeluk             | Ongeluk             |
| NF                  | 15                  | Per-Gunnar Andersson  | Emil Axelsson           | Proton Satria Neo S2000 | 2                   | Proton Motorsport      | 2                   | Ophanging           | Ophanging           |
| NF                  | 17                  | Thierry Neuville      | Nicolas Klinger         | Peugeot 207 S2000       | 2                   | Peugeot Team Bel-Lux   | 1                   | Ongeluk             | Ongeluk             |
| NF                  | 19                  | Chris Atkinson        | Stéphane Prévot         | Proton Satria Neo S2000 | 2                   | Proton Motorsport      | 1                   | Elektrisch          | Elektrisch          |
| NF                  | 22                  | Luca Betti            | Alessandro Mattioda     | Peugeot 207 S2000       | 2                   | Luca Betti             | 8                   | Mechanisch          | Mechanisch          |
| NF                  | 23                  | Jean-Sébastien Vigion | Eric Yvernault          | Peugeot 207 S2000       | 2                   | Jean-Sébastien Vigion  | 10                  | Mechanisch          | Mechanisch          |
| NF                  | 25                  | Michel Boetti         | Emmanuel Nas De Tourris | Peugeot 207 S2000       | 2                   | Michel Boetti          | 4                   | Ongeluk             | Ongeluk             |

## Statistieken

#### Klassementsproeven
| Etappe        | KP | Starttijd | Naam                                      | Lengte   | Winnaar            | Tijd    | Gem. snelheid | Rally leider      |
| ------------- | -- | --------- | ----------------------------------------- | -------- | ------------------ | ------- | ------------- | ----------------- |
| 1 (19 jan)    | 1  | 10:05     | Le Moulinon - Antraigues                  | 36,87 km | Stéphane Sarrazin  | 23:35,6 | 93,80 km/u    | Stéphane Sarrazin |
| 1 (19 jan)    | 2  | 11:40     | Burzet - Saint-Martial                    | 41,06 km | Juho Hänninen      | 22:39,6 | 108,70 km/u   | Juho Hänninen     |
| 1 (19 jan)    | 3  | 14:11     | Saint-Bonnet-Le-Froid                     | 25,22 km | Juho Hänninen      | 12:40,0 | 119,50 km/u   | Juho Hänninen     |
| 1 (19 jan)    | 4  | 16:20     | Saint-Bonnet-Le-Froid                     | 25,22 km | Freddy Loix        | 12:37,2 | 119,90 km/u   | Juho Hänninen     |
|               |    |           |                                           |          |                    |         |               | Juho Hänninen     |
| 2 (20 jan)    | 5  | 12:23     | Saint-Jean-en-Royans - Font d´Urle        | 23,05 km | Juho Hänninen      | 11:51,0 | 116,70 km/u   | Juho Hänninen     |
| 2 (20 jan)    | 6  | 13:04     | Cimetiere De Vassieux - Col De Gaudissart | 24,13 km | Bryan Bouffier     | 12:50,0 | 112,80 km/u   | Juho Hänninen     |
| 2 (20 jan)    | 7  | 16:07     | Saint-Jean-en-Royans - Font d´Urle        | 23,05 km | Bryan Bouffier     | 14:57,8 | 92,40 km/u    | Bryan Bouffier    |
| 2 (20 jan)    | 8  | 16:48     | Cimetiere De Vassieux - Col De Gaudissart | 24,13 km | François Delecour  | 21:16,7 | 67,70 km/u    | Bryan Bouffier    |
|               |    |           |                                           |          |                    |         |               | Bryan Bouffier    |
| 3 (21-22 jan) | 9  | 9:08      | Montauban Sur l'Ouveze - Eygalayes        | 29,89 km | Stéphane Sarrazin  | 17:45,3 | 101,00 km/u   | Bryan Bouffier    |
| 3 (21-22 jan) | 10 | 19:15     | Moulinet - La Bollène Vesubie             | 23,41 km | Nicolas Vouilloz   | 16:24,8 | 85,60 km/u    | Bryan Bouffier    |
| 3 (21-22 jan) | 11 | 19:58     | Lantosque - Lucéram                       | 18,81 km | Giandomenico Basso | 13:28,2 | 83,80 km/u    | Bryan Bouffier    |
| 3 (21-22 jan) | 12 | 23:25     | Moulinet - La Bollène Vesubie             | 23,41 km | Stéphane Sarrazin  | 16:08,8 | 87,00 km/u    | Bryan Bouffier    |
| 3 (21-22 jan) | 13 | 0:08      | Lantosque - Lucéram                       | 18,81 km | Stéphane Sarrazin  | 13:08,9 | 85,80 km/u    | Bryan Bouffier    |

#### KP overwinningen
| Rijder             | Aantal |
| ------------------ | ------ |
| Stéphane Sarrazin  | 4      |
| Juho Hänninen      | 3      |
| Bryan Bouffier     | 2      |
| Giandomenico Basso | 1      |
| François Delecour  | 1      |
| Freddy Loix        | 1      |
| Nicolas Vouilloz   | 1      |

## Kampioenschap standen

#### Rijders
| Pos. | Rijder            | Ptn. |
| ---- | ----------------- | ---- |
| 1    | Bryan Bouffier    | 25   |
| 2    | Freddy Loix       | 18   |
| 3    | Guy Wilks         | 15   |
| 4    | Stéphane Sarrazin | 12   |
| 5    | François Delecour | 10   |

#### Constructeurs
| Pos. | Constructeur | Ptn. |
| ---- | ------------ | ---- |
| 1    | Peugeot      | 40   |
| 2    | Škoda        | 26   |